# Glosas Emilianenses

Der territoriale Hintergrund in der Zeit der Entstehung der Glosas Emilianenses. Almansor (Al-Mansur) Feldzüge und „Razzien“ auf christliches Territorium. Grün: Das Kalifat von Córdoba. Dunkelgrün: Eroberungen von Almanzor. Ocker: christliche Königreiche.

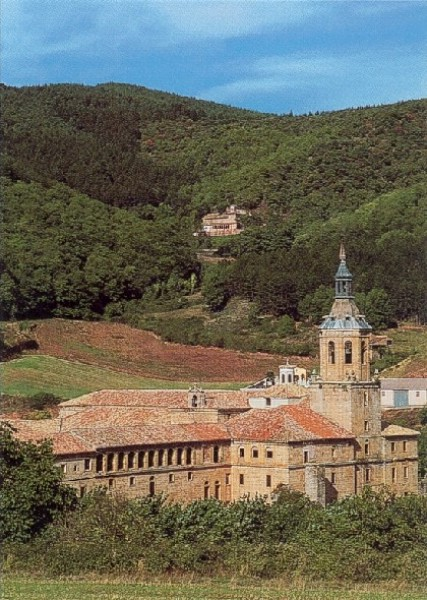
Das Kloster San Millán de la Cogolla, dargestellt sind das obere und untere Kloster

Die Glosas Emilianenses sind in einen lateinischen Kodex zwischenlinear oder am Rand eingefügte Glossen, die eine Vermischung von lateinischer Sakralsprache und romanischer Volkssprache der Region Rioja zeigen. In diesen Anmerkungen, Einlassungen und Worterläuterungen zeigt sich, dass das Lateinische, aber auch das Vulgärlateinische als eine von der lokalen romanischen Volkssprache getrennte Sprache erlebt wurde. Wahrscheinlich diente das Manuskript den Ordensmitbrüdern zum Verstehen des religiösen Textes. Die Einfügungen in der regionalen Volkssprache waren dem lateinischen Ursprungstext als Interlinear- oder Marginalglossen hinzugefügt worden. Sie hatten offensichtlich einen didaktischen Wert, erklären sie doch Wörter und Textabschnitte, die mutmaßlich im Originaltext nicht mehr verständlich waren.
Sie entstanden um das Jahr 977 und wurden aus zwei schon bestehenden Teilen vereint, einer Bearbeitung von aufgezeichneten Aussprüchen einiger Kirchenväter, insbesondere Augustinus von Hippo, und einem Homiliar.

## Allgemeines
Das Kloster San Millán de la Cogolla in der Region Rioja lag in der Nähe der ursprünglichen Einsiedelei, des später namensgebenden Heiligen Aemilianus von Cogolla (spanisch San Millán), der sich in die Sierra de la Demanda zurückgezogen hatte. Schon vor der Überführung seiner sterblichen Überreste im Jahre 1053 war das Grab des Heiligen und das neu entstandene Kloster zu einem bedeutenden Anbetungsort geworden. Man begann mit dem Bau im 6. Jahrhundert als die ersten Gebäude des oberen Klosters errichtet worden waren. Das klösterliche Leben ordnete sich nach den benediktinischen Regeln.
Es war im Skriptorium dieses Klosters, wo ein oder mehrere Mönche (Glossator) die Glosas Emilianenses, die ersten Zeilen in westaragonesisch (oder auch Navarro-Aragonesisch), einer iberoromanischen Sprache, die aus dem Vulgärlatein entstand und dem Spanischen verwandt ist, geschrieben hatte.
Die Glossas zeigen einige Eigentümlichkeiten, etwa die Nummerierung und Erläuterungen über einzelne Wörter und Textabschnitten ferner eingetragene lateinischen Fragewörter so quis (dtsch. „wer“) und quid (dtsch. „was“). Genauer der Schreiber notierte in den Zwischenräumen und am Rand zwischen den Zeilen der Glossen die Bedeutung der lateinischen Worte in der sich entwickelnden romanischen Landessprache.
Alle diese Besonderheiten lassen die Hypothese aufstellen, dass das Werk für die Unterweisung oder Ausbildung verwendet wurde.
Mit den marginalen Einlassungen wird deutlich, dass die Schreiber ein Bewusstsein des Unterschiedes zwischen den romanischen Lokaldialekt und Latein besaßen und beide Sprachen beherrschten. Denn das ist die Voraussetzung zur Erklärung der lateinischen Syntax und der Worterklärungen in den romanischen Texten.

## Sprachliches
Sie enthalten auch die ersten Notizen auf Baskisch. Aus diesem Grund gilt das Kloster auch als der verschriftliche  Ursprungsort der spanischen und baskischen Romanzen.
Die Glossen bestehen also aus Interlinearversionen oder Interlinearübersetzungen, also der „Wort-für-Wort-Übersetzung“ (lat. versio) des Ausgangstextes zwischen (lat. inter) den Zeilen (lat. lineas) und auch Marginalien, die aus Einzelwörtern oder auch Syntagmen in Lateinisch oder einer romanischen Sprache abgefasst sind.
Somit enthalten die Glosas Emilianenses drei Sprachen bzw. den Wandel dieser Sprachen:
- Mittellatein,
- Vulgärlatein oder die Entwicklung einer romanischen Sprache, hier der Übergang zum Westaragonesischen, das sich später zum Altspanischen wandelt,
- die mittelalterliche baskische Sprache.

Der Zweck dieser Anmerkungen und Übertragungen der Glossen mag in einer erläuternden Funktion und in einer Form der Lesehilfe für den mündlichen Vortrag liegen. So befinden sich über einzelnen Wörtern Nummern, über verschiedenen Worten lateinische Fragepronomen und Worterklärungen in Aragonesisch oder Baskisch und Marginalien in romanischer Syntax.

## Schreibweisen
Vergleich einiger Wörter aus den Glossen mit den Entsprechungen im Aragonesischen, Spanischen und Lateinischem.
| Glosas        | Aragonesisch      | Spanisch                         | Vulgärlatein         |
| ------------- | ----------------- | -------------------------------- | -------------------- |
| de los (delo) | d’os              | de los                           | < DE ILLOS           |
| ela           | a, la, l’         | la                               | < ILLA               |
| ena, enos     | en (l)a, en (l)os | en la, en los                    | < IN ILLAM, IN ILLOS |
| fere          | fer               | hacer (antique: far, fer, fazer) | < FACERE             |
| siéculo       | sieglo            | (sieglo >) siglo                 | < SAECULU            |
| yet           | ye                | es                               | < EST                |

## Las Glosas

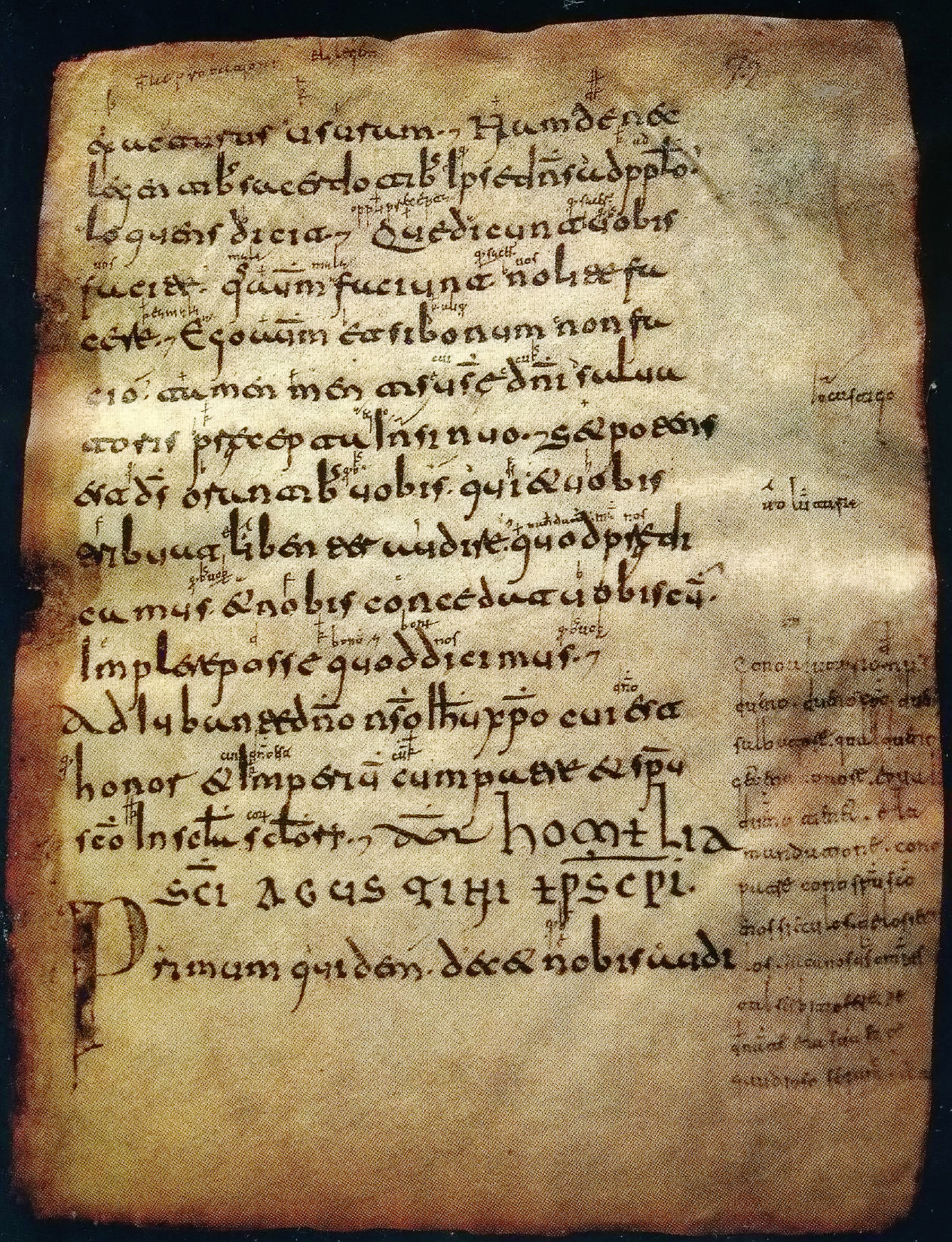
Seite 72 des Códice Emilianense 60. Verwahrt in der Real Academia de la Historia in Madrid.

Der längste Satz des gesamten Kodex finden sich auf der abgebildeten Seite 72. In diesen zwölf Zeilen heißt es:
(Vorgelesene Textpassage)

„Aragonesische Sprache

Con o aiutorio de nuestro
dueno Christo, dueno
salbatore, qual dueno
get ena honore et qual
duenno tienet ela
mandatione con o
Patre cono Spiritu Sancto
en os siéculos de lo siécu
los. Facanos Deus Omnipotes
tal serbitio fere ke
denante ela sua face
gaudioso segamus. Amen.
Castellano

Con la ayuda de nuestro
Señor Don Cristo Don
Salvador, Señor
que está en el honor y
Señor que tiene el
mandato con el
Padre con el Espíritu Santo
en los siglos de los siglos.
Háganos Dios omnipotente
hacer tal servicio que
delante de su faz
gozosos seamos. Amén.“

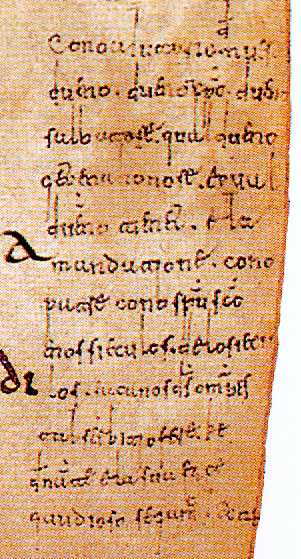
Detailausschnitt der Glosa auf der Seite 72.

Dámaso Alonso sprach in seiner Beurteilung vom „el primer vagido de la lengua española“ (dtsch: „dem ersten Schrei (eines Neugeborenen) der spanischen Sprache“).
Auffällig in einem weiteren Textausschnitt sind die Gleichzeitigkeit lateinischer und romanischer Formen, z. B. cum und con, secula und siéculos, get und est sowie et und e. Dabei durchziehen die romanischen Formen aber das gesamte Werk in geringer Konstanz und Stabilität.

„Aragonesische Sprache

Con o aiutorio de nuestro
dueno Christo, dueno
salbatore, qual dueno
get ena honore e qual
duenno tienet ela
mandatione con o
Patre cono Spiritu Sancto
en os siéculos de lo siécu
los. adiubante domino nostro
Ihesu Christo, cui
est honor et imperium
cum Patre et Spiritu
 Sancto in secula seculorum ...“

In der baskischen Sprache des frühen Mittelalters sind zwei Glosas 31 und 42 geschrieben, so:
jzioqui dugu guec ajutuezdugu
hemos encendido, nosotros no nos arrojamos

## Werkausgaben
- Glosas emilianenses. Edición Facscimilar, Mº De Educacion y Ciencia Ensayo Literario, Madrid 1977.
- Glosas emilianenses. Herausgeber: Heinz Jürgen Wolf. Buske, Hamburg 1998, ISBN 3-87118-976-6.
- Las Glosas emilianenses. Ed. Heinz Jürgen Wolf, versión española de Stefan Ruhstaller. Universidad de Sevilla, Sevilla 1996, ISBN 84-472-0326-3.